# Naučná stezka Girov
Naučná stezka Girov je krátká okružní naučná stezka v Hrádku v okrese Frýdek-Místek v Moravskoslezském kraji. Nachází se také u prameniště Girov a na levém břehu řeky Olše (Olza) v Jablunkovské brázdě a v Horním Slezsku.

## Historie a popis
Naučná stezka Girov se nachází v obecním lužním lese Girov v ohybu nad řekou Olše ve sportovním a odpočinkovém areálu v Hrádku v nadmořské výšce 354 m. Okružní stezka, která byla slavnostně otevřena 14. dubna 2018 v souvislosti s akcemi Den Země a Ukliďme Česko, má délku 0,5 km a vede rovinatým terénem. Má 3 zastavení s informačními panely, 2 interakčními prvky a 5 lavičkami. Stezka je zaměřena na historii a přírodu Hrádku. Dominantou celé stezky je nízká, vyvýšená, dřevěná a zastřešená ptačí pozorovatelna Girov, která slouží pozorování okolní krajiny a fauny. Naučná stezka vznikla v rámci projektu „Zatraktivnění přírodní lokality Girov“ a byla spolufinancovaná Evropskou unií.

## Další informace
Naučná stezka Girov je celoročně volně přístupná.

## Galerie

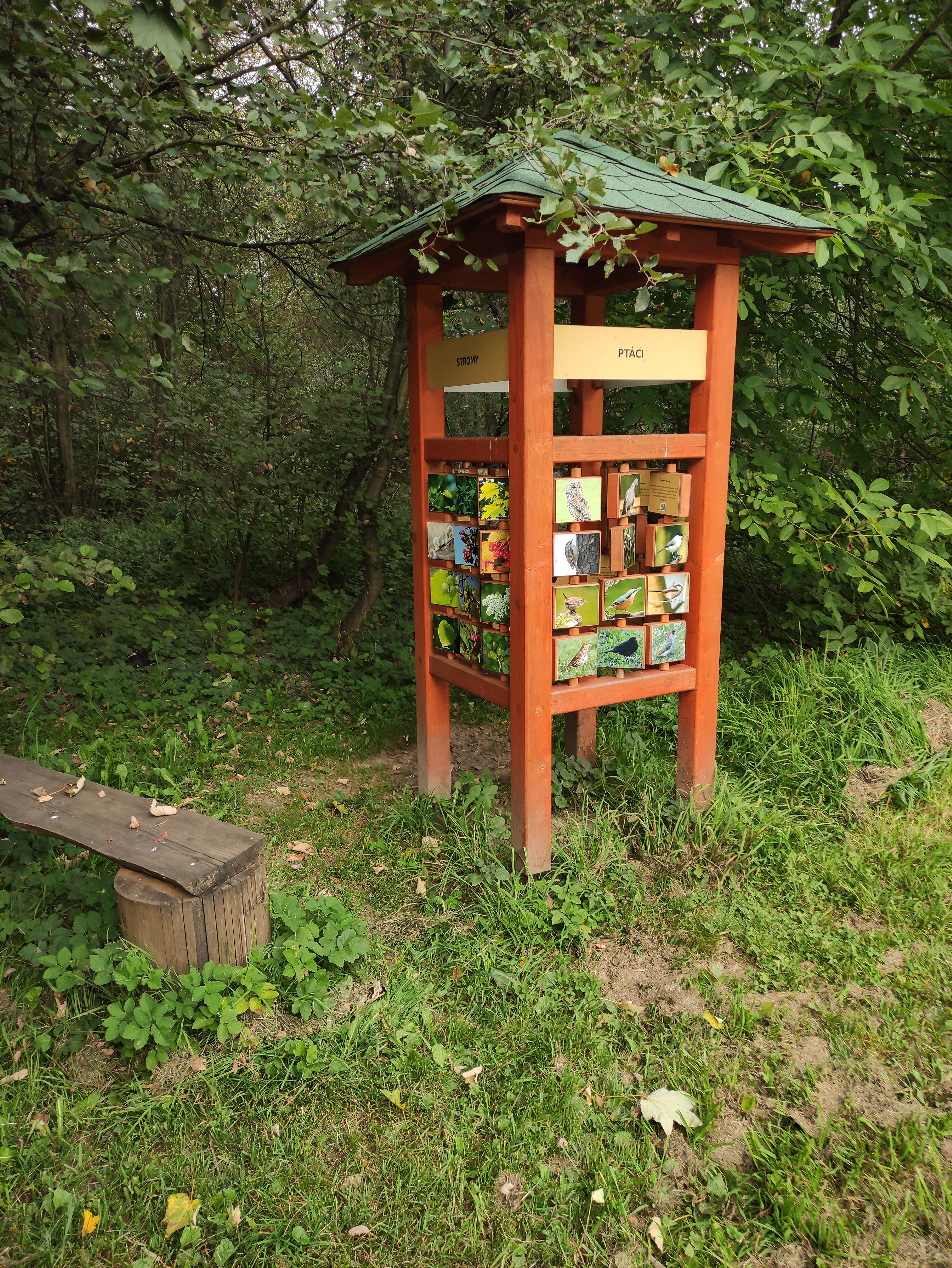
Informační panel
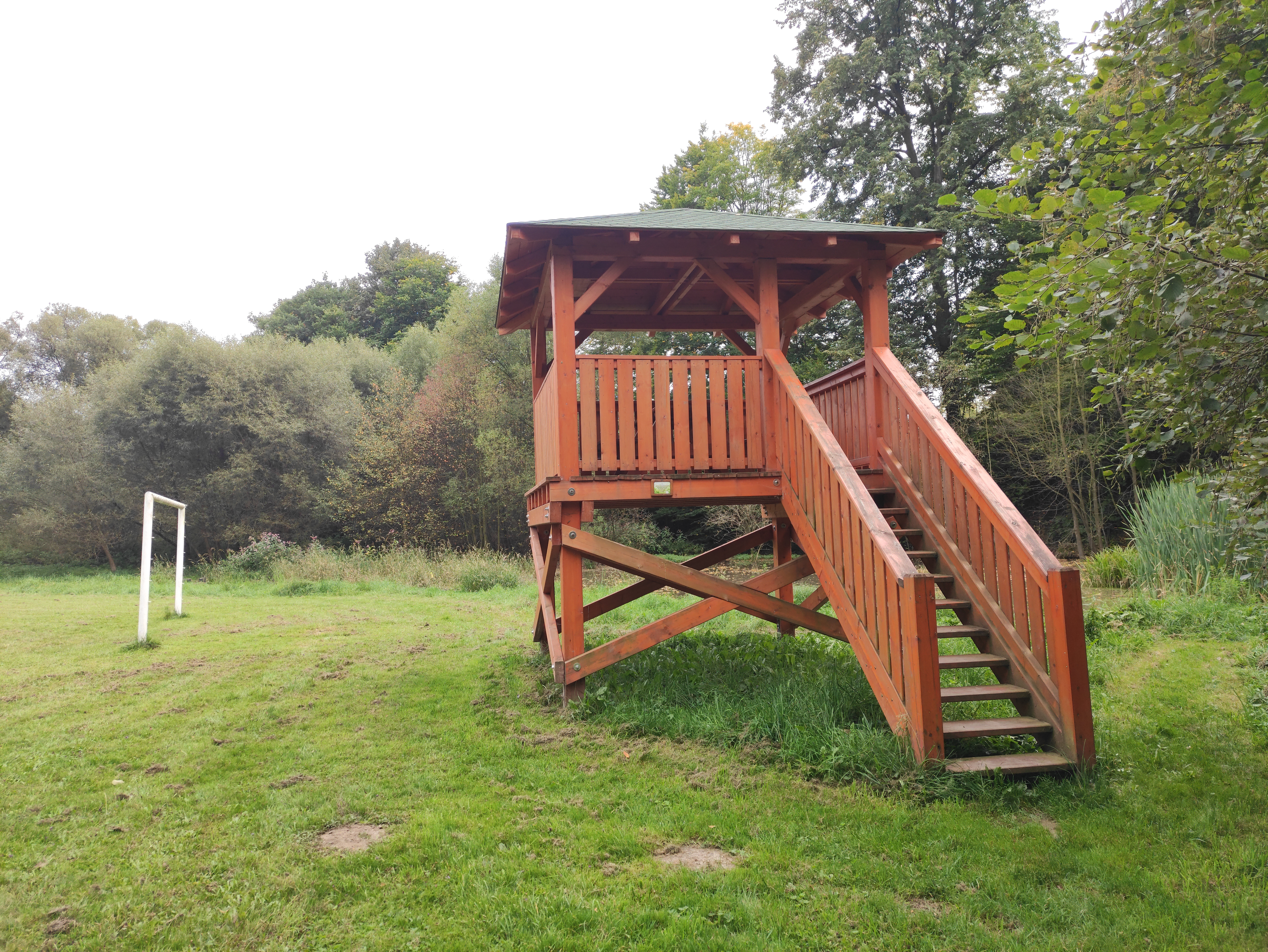
Ptačí pozorovatelna Girov
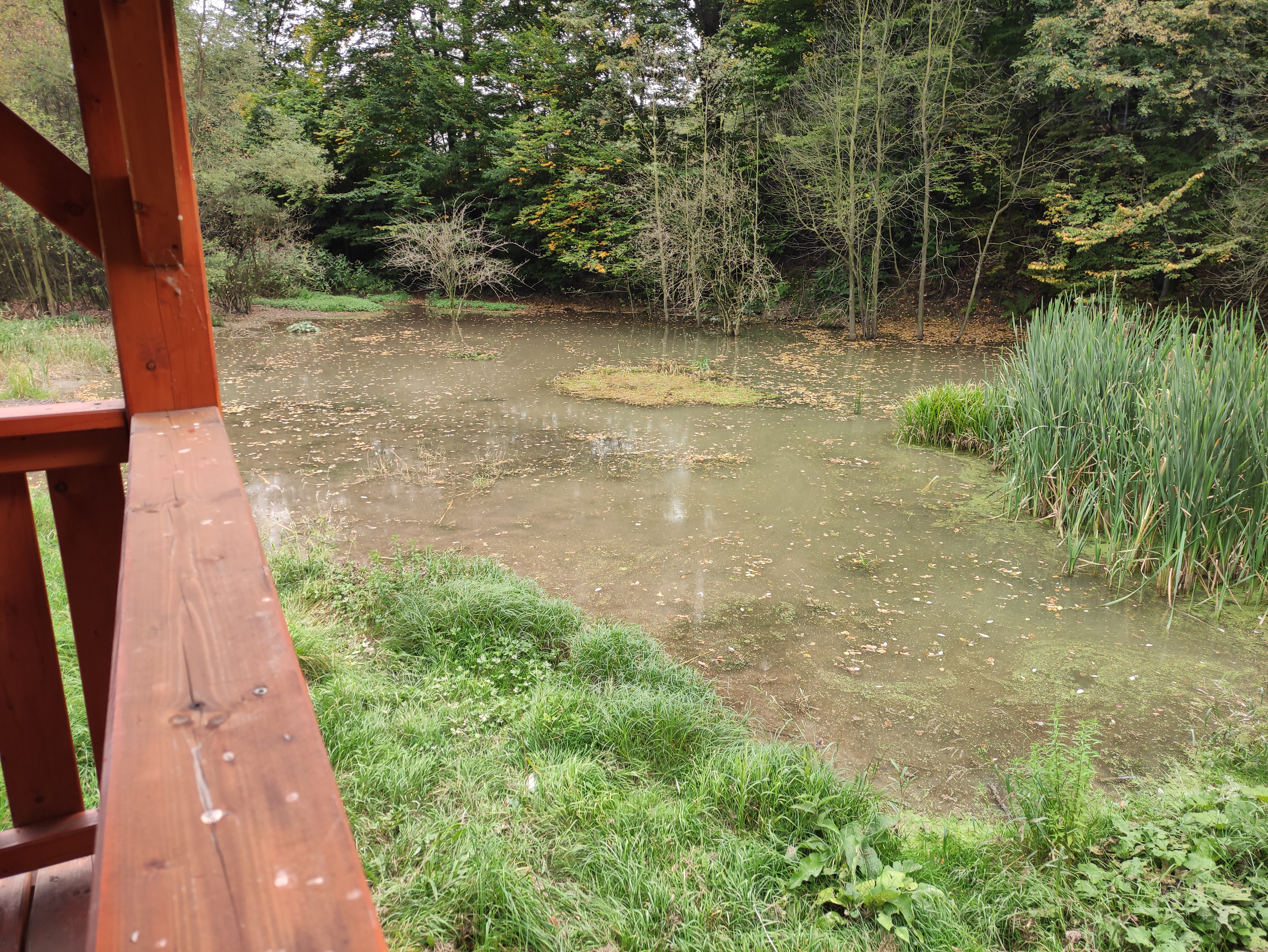
Ptačí pozorovatelna Girov